# Yalambar
Yalambar (Mongólia) era um guerreiro da tribo dos quiratas e foi o primeiro rei do Reino Quirata no Nepal. Estabeleceu o Reino Quirata no ano de 800 a.C. Durante seu reinado mudou a capital do Nepal de Yalung para Thankot depois de conquistar o Nepal Central e o seu reino se estendeu do rio Trisuli no oeste para o rio Teesta no leste do Nepal.
Segundo pesquisas historiológicas realizadas no Nepal, os membros da tribo dos quiratas podem ser os primeiros povos a habitar o Nepal, ou um dos primeiros. O povo quirata governou o Nepal por cerca de 2.500 anos.

## Biografia
O épico Maabárata menciona os quiratas entre os primeiros habitantes da Mongólia. Diz a lenda que o rei quirata Yalambar teve a honra de ser morto na batalha do Maabárata, na qual deuses e mortais lutavam um ao lado do outro. A lenda o credita por conhecer Indra, o senhor do céu, que se aventurou no vale sob disfarce humano. Dizem que durante a batalha de Maabárata, Yalambar foi testemunhar a batalha com o objetivo de ficar do lado dos derrotados na batalha. Críxena, conhecendo a intenção de Yalambar e a força e unidade dos quiratas, pensou que a guerra seria, desnecessariamente, prolongada se Yalambar estivesse do lado dos guerreiros Kauravas. Então, por um golpe inteligente de diplomacia, Críxena, resolveu cortar a cabeça de Yalambar, evitando que ele apoiasse os Kauravas. Assim, em sua homenagem, indrajatra foi adornado (processo de preparação e enfeite para ser cultuado) e sua cabeça era adorada como deus de Akash Bhairav.
Sua dinastia foi sucedida pelo Reino Lichavi. Seus sucessores governaram o vale de Catmandu por cerca de 31 gerações, que duraram quase 103 anos e 8 meses. Uma lista de todos os 32 reis quiratas é dada abaixo.

## Lista de reis quiratas
Segundo o cronista do Maabárata, na crônica de Bansawali William Kirk Patrick e Daniel Wright, os reis quiratas foram:
1. Rei Shree Yelam - 90 anos/१। राजा श्री एलम्-९ ० वर्ष.
2. Rei Shree Pelam - 81 anos / राजा श्री पेलं - ८१ वर्ष.
3. Rei Shree Melam - 89 anos / राजा श्री मेलं - ८ ९ वर्ष.
4. Rei Shree Changming - 42 anos / राजा श्री चंमिं - ४२ वर्ष.
5. Rei Shree Dhakang - 37 anos / राजा श्री धस्कं - ३७ वर्ष.
6. Rei Shree Walangcha - 31 anos 6 meses / राजा श्री वलंच - ३१ वर्ष ६ महिना.
7. Rei Shree Hungting - 40 anos 8 meses / राजा श्री हुतिं - ४० वर्ष ८ महिना.
8. Rei Shree Hoorma - 50 anos / राजा श्री हुरमा - ५० वर्ष.
9. Rei Shree Tooske - 41 anos 8 meses / राजा श्री तुस्के - ४१ वर्ष ८ महिना.
10. Rei Shree Prasaphung - 38 anos 6 meses / राजा श्री प्रसफुं - ३८ वर्ष ६ महिना.
11. Rei Shree Pawa: - 46 anos / राजा श्री पवः - ४६ वर्ष.
12. Rei Shree Daasti - 40 anos / राजा श्री दास्ती - ४० वर्ष.
13. Rei Shree Chamba - 71 anos / राजा श्री चम्ब - ७१ वर्ष.
14. Rei Shree Kongkong - 54 anos / राजा श्री कंकं - ५४ वर्ष.
15. Rei Shree Swananda - 40 anos 6 meses / राजा श्री स्वनन्द - ४० वर्ष ६ महिना.
16. Rei Shree Phukong - 58 anos / राजा श्री फुकों - ५८ वर्ष.
17. Rei Shree Singhu - 49 anos 6 meses / राजा श्री शिंघु - ४ ९ वर्ष ६ महिना.
18. Rei Shree Joolam - 73 anos 3 meses / राजा श्री जुलम् - ७३ वर्ष ३ महिना.
19. Rei Shree Lookang - 40 anos / राजा श्री लुकं - ४० वर्ष.
20. Rei Shree Thoram - 71 anos / राजा श्री थोरम् - ७१ वर्ष.
21. Rei Shree Thuko - 83 anos / राजा श्री थुको - ८३ वर्ष.
22. Rei Shree Barmma - 73 anos 6 meses / राजा श्री वर्म्म - ७३ वर्ष ६ महिना.
23. Rei Shree Gunjong - 72 anos 7 meses / राजा श्री गुंजं ७२ वर्ष ७ महिना.
24. Rei Shree Pushka - 81 anos / राजा श्री पुस्क - ८१ वर्ष.
25. Rei Shree Tyapamee - 54 anos / राजा श्री त्यपमि - ५४ वर्ष.
26. Rei Shree Moogmam - 58 anos / राजा श्री मुगमम् - ५८ वर्ष.
27. Rei Shree Shasaru - 63 anos / राजा श्री शसरू - ६३ वर्ष.
28. Rei Shree Goongoong - 74 anos / राजा श्री गंणं - ७४ वर्ष.
29. Rei Shree Khimbung - 76 anos / राजा श्री खिम्बुं - ७६ वर्ष.
30. Rei Shree Girijung - 81 anos / राजा श्री गिरीजं - ८१ वर्ष.
31. Rei Shree Khurangja - 78 anos / राजा श्री खुरांज - ७८ वर्ष.
32. Rei Shree Gasti - 58 anos / राजा श्री खिगु - ८५ वर्ष.